# تاداشي آبي (مجدف)
تاداشي آبي (باليابانية: 阿部肇) هو مجدف ياباني، ولد في 29 يناير 1963.

## وصلات خارجية
- تاداشي آبي على موقع الاتحاد الدولي للتجديف (الإنجليزية)
- تاداشي آبي على موقع اللجنة الأولمبية الدولية (الإنجليزية)
- تاداشي آبي على موقع أوليمبيديا (الإنجليزية)